# پرورشگاه خرگوش
پرورشگاه خرگوش یا کونیکولاریوم (به انگلیسی: Cunicularium) یک مرکز دام‌پروری است که به پرورش خرگوش برای گوشت و خز اختصاص داده شده است. این بنگاه به عنوان خرگوش‌پروری (Cuniculture) شناخته می‌شود.

## ریشه‌شناسی
این اصطلاح در لاتین قرون وسطی به عنوان cunicularium از واژهٔ لاتین کلاسیک cunicularis یعنی "مربوط به خرگوش" است که خود از واژۀ cuniculus ابداع شده است که در زبان انگلیسی خرگوش اروپایی Oryctolagus cuniculus از آن گرفته شده است. نخستین کاربرد شناخته‌شدهٔ این کلمه در پولیبیوس است.